# Simona Amânar
Simona Amânar (Costanza, 7 ottobre 1979) è un'ex ginnasta rumena.
Ha vinto sette medaglie olimpiche e dieci medaglie mondiali. Ha contribuito con la nazionale rumena alla vittoria di quattro titoli mondiali consecutivi (1994-1999), e ha partecipato ai Giochi Olimpici del 2000 aggiudicandosi il titolo di tredicesima campionessa nel concorso individuale. Nel 2007 è stata inserita nell'International Gymnastics Hall of Fame.
Dopo il suo ritiro nel 2000, si è sposata con un avvocato, Cosmin Tabara, il 9 marzo 2002 a Timișoara.

## Carriera sportiva
Nel 1994, il suo primo anno nella squadra nazionale senior, è membro della squadra rumena che vince la medaglia d'oro ai Campionati Mondiali e agli Europei.
Inizia ad essere conosciuta come atleta individuale nel 1995, durante l'European Cup, dove vince la medaglia d'argento nel concorso generale, e l'oro al volteggio e corpo libero. Ai Mondiali 1995 diventa campionessa al volteggio insieme a Lilija Podkopajeva. Simona, con un potente corpo libero e un buonissimo volteggio, guidava la classifica individuale dopo due rotazioni; alla fine della competizione, però, si classifica al quarto posto, a causa di diversi sbilanciamenti alla trave e una semplice routine alle parallele.

### 1996: Olimpiadi di Atlanta
Nel 1996 partecipa al campionato italiano di Serie A, in prestito alla GAL Lissone.
Ai Mondiali del 1996 Simona vince la medaglia d'argento al volteggio e nel concorso individuale, dietro la compagna di squadra Gina Gogean e davanti alla cubana Annia Portuondo-Hatch.
Alle Olimpiadi di Atlanta, la Amânar era considerata tra le possibili vincitrici di diverse medaglie individuali. Tuttavia, questo suo esordio olimpico inizia con una caduta dalla trave durante le competizioni di categorie obbligatorie; in seguito ottiene il punteggio più alto durante gli esercizi facoltativi. Come già successe, con altre ginnaste alle Olimpiadi del 1992, Simona prende il posto di Alexandra Marinescu per competere nella finale all-around. L'allenatore Octavian Belu commenta questa scelta affermando che l'Amânar meritava di competere perché «ha lavorato duro ed è stata migliore della Marinescu».

Simona vince la medaglia di bronzo insieme alla compagna di squadra Lavinia Miloșovici, dietro a Gina Gogean.

Nelle altre finali ad attrezzo, Simona vince l'argento al corpo libero, l'oro al volteggio e il bronzo con la squadra nazionale, ridotta di numero a causa di diversi infortuni.

### 1997-1999
Simona sostituisce nuovamente la Marinescu durante la finale all-around dei Mondiali del 1997, dove vince la medaglia d'argento classificandosi dietro a Svetlana Chorkina. Per le prime tre rotazioni ottiene dei punteggi superiori rispetto alla russa, ma il divario tra le loro prestazioni alle parallele dà il titolo alla Chorkina. Simona vince il titolo al volteggio, e resta campionessa nell'attrezzo per due anni consecutivi. La Romania vince il terzo titolo a squadre consecutivo.
Nel 1998 partecipa nuovamente con la Ginnastica Artistica Lissonese al campionato italiano di Serie A1.
Ai Campionati Mondiali del 1999, la Amânar vince il quarto titolo a squadre consecutivo. Nella finale all-around, cade durante l'esercizio alle parallele, compromettendo la vittoria di una medaglia. Non vince il titolo al volteggio, vinto dalla russa Elena Zamolodčikova che presenta esercizi con difficoltà maggiori. Simona infatti impara il suo elemento al volteggio nel 2000, ma lo esegue solo agli Europei di quell'anno. Finisce il suo ultimo mondiale con una medaglia d'argento al corpo libero, la sua unica medaglia mondiale in questo attrezzo.

### 2000: Olimpiadi di Sydney e ritiro
Alle Olimpiadi del 2000, la Romania vince il titolo a squadre battendo la Russia, e conquistando il primo oro a squadre dal 1984, vale a dire il primo oro in un'Olimpiade non boicottata da nessuna nazione (nel 1984 mancavano molte squadre del blocco sovietico, a partire proprio dall'URSS).
Durante la finale al volteggio, il cavallo viene regolato troppo basso. La favorita dell'evento, la russa Svetlana Chorkina, cade inaspettatamente durante il suo esercizio, così come molte altre ginnaste. Simona, invece, esegue un buon volteggio che le frutta 9.656 punti e che la fa posizionare al secondo posto, dietro Andreea Răducan. Quest'ultima viene poi squalificata per doping e le viene ritirata la medaglia, assegnata quindi all'Amânar. Inizialmente, Simona rifiuta la medaglia, sostenendo che la Răducan fosse la vera vincitrice del titolo. Decide poi di ritirarla e portarla in Romania come vittoria simbolica della squadra. Successivamente, consegna la medaglia alla Răducan. Tuttora Simona nega di essere la vincitrice del concorso individuale del 2000.
Durante la finale ad attrezzo, la Amânar ha l'opportunità di difendere il titolo olimpico del 1996. Tuttavia, nell'esecuzione dell'elemento che ha preso poi il suo nome, commette diversi passi, e non vince alcuna medaglia. Vince il bronzo al corpo libero, dove perde diversi decimi per esser uscita fuori dalla pedana.
Simona si ritira subito dopo le Olimpiadi di Sydney, affermando che fosse il giusto momento per ritirarsi.

## L'«Amanar»
Nel Codice dei Punteggi internazionale ha dato il suo nome ad un elemento al volteggio: l'«Amanar», uno Yurchenko con 2 1/2 avvitamenti.